# ۸۱۱ (میلادی)
۸۱۱ (میلادی) هشتصد  و یازدهمین سال تقویم میلادی است.

## رویدادها
- نیکه‌فوروس یکم، امپراتور بیزانس در نبردی با بلغارها شکست خورده و کشته می‌شود و پسرش استوراکیوس جانشین او می‌شود.
- میخائیل یکم طی کودتایی استوراکیوس را از کار برکنار کرده و خود امپراتور بیزانس می‌شود.

## درگذشتگان
- ۲۶ ژوئیه - نیکه‌فوروس یکم، امپراتور بیزانس

‎